# Curso Alpha
El Curso Alpha es una serie de sesiones estructuradas para la conocer la fe cristiana. Sus organizadores lo describen como "una oportunidad para explorar el significado de la vida". Los cursos Alpha se imparten en iglesias, hogares, prisiones, universidades, empresas y cafeterías. El curso comenzó en Londres y se imparte en todo el mundo por varias denominaciones cristianas.
Alpha se organiza en una serie de sesiones a lo largo de 9 a 11 semanas, que incluyen un día o fin de semana. Cada sesión puede comenzar con una comida o cena, seguida de una charla y un debate en grupos pequeños. Las charlas tienen como objetivo cubrir las creencias básicas de la fe cristiana.

## Historia
Alpha se originó en 1977 con el trabajo de Charles Marnham, pastor de Holy Trinity Brompton, parroquia de la Iglesia anglicana en Londres. Comenzó como un curso para miembros de la iglesia sobre los principios básicos de las creencias que sostienen en común muchos Cristianos, pero luego comenzó a usarse como una introducción para aquellos interesados en la fe. John Irvine, el sucesor de Marnham en HTB, se hizo cargo de la dirección del curso en 1981 y desarrolló el formato de 10 semanas que continúa hasta el día de hoy. En 1985, Nicky Lee se hizo cargo del curso, y en 1990 Nicky Gumbel, entonces también sacerdote de Holy Trinity, se hizo cargo de la dirección del curso por invitación de Sandy Millar (vicario en ese momento) y supervisó su revisión y expansión.
Alpha creció rápidamente en Gran Bretaña en la década de 1990, de solo cuatro cursos en 1991 a 2500 en 1995. Alcanzó un pico en 1998, cuando se impartieron 10 500 cursos. En 2001, esta cifra había caído a 7300. En 2018, el sitio web de Alpha describió el curso como impartido en más de 100 países y en más de 100 idiomas, con más de 24 millones de personas que lo han realizado. A partir de 2022, el sitio web de Alpha afirma que el curso "ha sido traducido a 112 idiomas diferentes".
Los cursos han sido impartidos por iglesias anglicanas, presbiterianas, luteranas, bautistas, metodistas, pentecostales, ortodoxas orientales y católicas, con algunas variaciones en el material del curso.

## Estructura del curso
El Curso Alpha consiste en 10 encuentros semanales y un fin de semana de retiro. Cada sesión Alpha incluye una cena en la que se procura no hablar de religión, se imparten charlas o se ponen en vídeo, tratando temas básicos para entender el cristianismo.

### Sesiones
- Sesión 1: ¿Quién es Jesús?
- Sesión 2: ¿Por qué murió Jesús?
- Sesión 3: ¿Cómo podemos tener fe?
- Sesión 4: ¿Por qué debería rezar? ¿Cómo rezar?
- Sesión 5: ¿Cómo debería leer la Biblia? ¿Por qué leerla?
- Sesión 6: ¿Cómo nos guía Dios?
- Fin de semana Alpha: ¿Quién es el Espíritu Santo?; ¿Qué hace el Espíritu Santo? y ¿Cómo llenarme de Espíritu Santo?
- Sesión 7: ¿Cómo resistir el mal?
- Sesión 8: ¿Cómo podría contárselo a otros? ¿Por qué?
- Sesión 9: ¿Sana Dios hoy?
- Sesión 10: ¿Qué pasa con la Iglesia?